# Leggogovia
Leggogovia is een geslacht van hooiwagens uit de familie Neogoveidae.

## Soorten
Leggogovia is monotypisch en omvat slechts de volgende soort:
- Leggogovia pabsgarnoni (Legg, 1990)